# Jim Jarmusch
James R. Jarmusch (22. siječnja 1953., Cuyahoga Falls, Ohio, -) američki je filmski redatelj koji je odigrao značajnu ulogu u formiranju nezavisnog američkog filma 1980-ih i 1990-ih.
Sedam njegovih filmova nominirano je za Zlatnu palmu u Cannesu (osvojio je veliku nagradu žirija za Slomljeno cvijeće te nagradu za najbolji kratkometražni film Kava i cigarete) te je stekao pohvale kritičara, no zbog svojeg oporog minimalističkog stila u kojem prikazuje neušminkan, "ispran" i realističan život (uglavnom imigranata u Americi, što je njegova česta tema) te izbjegavanja rada u studiju i uvjetima Hollywooda nikada nije stekao priznanja većih američkih nagrada. U srpnju 2010., Roger Ebert je njegovu tragikomediju Tajanstveni vlak stavio na svoj popis "Velikih filmova".

## Filmografija
- 1980. - Neprekidni praznici
- 1984. - Čudnije od raja
- 1986. - Pod udarom zakona
- 1988. - Tajanstveni vlak
- 1991. - Noć na Zemlji
- 1995. - Mrtav čovjek
- 1997. - Godina konja
- 1999. - Put samuraja
- 2003. - Kava i cigarete
- 2005. - Slomljeno cvijeće
- 2009. - Granice kontrole
- 2013. - Samo ljubavnici preživljavaju

## Vanjske poveznice
- Jim Jarmusch u internetskoj bazi filmova IMDb-u (engl.)
- Sense of Cinema - Jim Jarmusch